# Nati nel 1794
| Questa pagina contiene informazioni ricavate automaticamente dalle voci biografiche con l'ausilio del template Bio e di un bot. L'aggiornamento è periodico e automatico e ricostruisce completamente la pagina. Se manca una persona in questa lista, sei pregato di non aggiungerla, ma accertati piuttosto che la sua voce biografica contenga il template Bio e che i dati anagrafici siano correttamente compilati. Se il template Bio manca, inseriscilo tu stesso o, in alternativa, metti l'avviso {{tmp\|Bio}} che ne segnala la mancanza. Se i dati riportati sono sbagliati, correggi direttamente la voce biografica; le modifiche saranno visibili in questa lista entro pochi giorni. Per chiarimenti vedi il progetto biografie. La lista contiene solo le 257 persone che sono citate nell'enciclopedia e per le quali è stato implementato correttamente il template Bio. Pagina aggiornata al 26 giu 2025. |

## Gennaio(20)
- 1º gennaio - Gašpar Fejérpataky-Belopotocký, attivista e patriota slovacco († 1874)
- 3 gennaio - Joseph Lebeau, politico belga († 1865)
- 3 gennaio - Antonio Lombardini, politico e matematico italiano († 1869)
- 5 gennaio - Edmund Ruffin, agronomo, attivista e militare statunitense († 1865)
- 7 gennaio - Eilhard Mitscherlich, chimico tedesco († 1863)
- 7 gennaio - Heinrich Wilhelm Schott, botanico austriaco († 1865)
- 9 gennaio - Jacques-François Ancelot, drammaturgo e scrittore francese († 1854)
- 14 gennaio - Valentín Canalizo, generale e politico messicano († 1850)
- 14 gennaio - Erik Sjöberg, poeta svedese († 1828)
- 16 gennaio - Maximilian Joseph von Chelius, oculista e chirurgo tedesco († 1876)
- 16 gennaio - Giovanni Battista Nicolini, avvocato, patriota e politico italiano († 1870)
- 18 gennaio - Prosper Garnot, medico e naturalista francese († 1838)
- 23 gennaio - Eduard Friedrich Eversmann, biologo e esploratore tedesco († 1860)
- 26 gennaio - Alberto Gabba, matematico italiano († 1868)
- 28 gennaio - Allen Gardiner, navigatore e missionario inglese († 1851)
- 28 gennaio - Luisa di Sassonia-Hildburghausen, nobile († 1825)
- 29 gennaio - George FitzClarence, I conte di Munster, generale inglese († 1842)
- 29 gennaio - François Vincent Raspail, politico e scienziato francese († 1878)
- 30 gennaio - Jacques Collin de Plancy, scrittore francese († 1881)
- 30 gennaio - Cornelius Roosevelt, imprenditore statunitense († 1871)

## Febbraio(22)
- 1º febbraio - John Kerr, VII marchese di Lothian, politico scozzese († 1841)
- 2 febbraio - Étienne Arnal, attore teatrale francese († 1872)
- 7 febbraio - Tito Bassetti, letterato e patriota italiano († 1869)
- 8 febbraio - Friedlieb Ferdinand Runge, chimico tedesco († 1867)
- 8 febbraio - Raymond d'Humilly de Serraval, politico francese († 1851)
- 11 febbraio - Karl Proske, musicologo tedesco († 1861)
- 11 febbraio - Gustav Friedrich Waagen, storico dell'arte tedesco († 1868)
- 12 febbraio - Aleksandr Dmitrievič Petrov, scacchista, scrittore e compositore di scacchi russo († 1867)
- 13 febbraio - Pasquale Calvi, politico e magistrato italiano († 1867)
- 13 febbraio - John Rous, II conte di Stradbroke, ufficiale inglese († 1886)
- 14 febbraio - Frank Abney Hastings, ammiraglio inglese († 1828)
- 15 febbraio - Georges Jacquot, scultore francese († 1874)
- 17 febbraio - Karel Presl, botanico ceco († 1852)
- 19 febbraio - Girolamo Guidoni, geologo e naturalista italiano († 1870)
- 21 febbraio - José María Bocanegra, politico messicano († 1862)
- 21 febbraio - Antonio López de Santa Anna, generale e politico messicano († 1876)
- 22 febbraio - Joseph Duncan, politico statunitense († 1844)
- 24 febbraio - María Manuela Kirkpatrick, nobildonna spagnola († 1879)
- 25 febbraio - Barthélemy de Theux de Meylandt, politico belga († 1874)
- 25 febbraio - Gerrit Schimmelpenninck, politico olandese († 1863)
- 26 febbraio - Heinrich August Pierer, enciclopedista, lessicografo e editore tedesco († 1850)
- 28 febbraio - Michele Bes, generale italiano († 1853)

## Marzo(21)
- 1º marzo - William Jenkins Worth, generale statunitense († 1849)
- 5 marzo - Jacques Babinet, fisico francese († 1872)
- 7 marzo - Matteo Antonio Picasso, pittore italiano († 1879)
- 9 marzo - Emmanuel Bailly, religioso e giornalista francese († 1861)
- 10 marzo - Henriette d'Angeville, alpinista francese († 1871)
- 10 marzo - Francesco di Paola di Borbone-Spagna, principe spagnolo († 1865)
- 11 marzo - Giovanni Perrone, presbitero e teologo italiano († 1876)
- 14 marzo - Carlo Bartolomeo Romilli, arcivescovo cattolico italiano († 1859)
- 15 marzo - Luigi Clementi, arcivescovo cattolico e diplomatico italiano († 1869)
- 16 marzo - Ami Boué, geologo e antropologo tedesco († 1881)
- 16 marzo - Ferdinando Cavalleri, pittore italiano († 1865)
- 17 marzo - Thomas Maclear, astronomo britannico († 1879)
- 17 marzo - Gabriel Antonio Pereira, politico uruguaiano († 1861)
- 19 marzo - Giovanni Battista Cavedalis, patriota italiano († 1858)
- 19 marzo - Pierre-Médard Diard, naturalista e esploratore francese († 1863)
- 20 marzo - René Primevère Lesson, naturalista francese († 1849)
- 21 marzo - Poul Martin Møller, scrittore danese († 1838)
- 23 marzo - Émile Herbillon, generale francese († 1866)
- 26 marzo - Julius Schnorr von Carolsfeld, pittore tedesco († 1872)
- 27 marzo - James Stopford, IV conte di Courtown, politico irlandese († 1858)
- 28 marzo - Emanuele Marongiu Nurra, giurista, arcivescovo cattolico e scrittore italiano († 1866)

## Aprile(22)
- 2 aprile - Charles Greville, scrittore e politico britannico († 1865)
- 3 aprile - Claude Martine Wade, militare e diplomatico britannico († 1861)
- 4 aprile - Sabin Berthelot, naturalista e etnologo francese († 1880)
- 6 aprile - Andreas Räß, vescovo cattolico tedesco († 1887)
- 7 aprile - Giovanni Battista Rubini, tenore italiano († 1854)
- 8 aprile - Giosuè Ritucci, generale e politico italiano († 1870)
- 9 aprile - Theobald Böhm, flautista, inventore e compositore tedesco († 1881)
- 10 aprile - Fedele Amante, astronomo, geodeta e docente italiano († 1851)
- 10 aprile - Matthew Perry, ammiraglio statunitense († 1858)
- 10 aprile - Edward Robinson, teologo statunitense († 1863)
- 11 aprile - Edward Everett, politico statunitense († 1865)
- 11 aprile - Elia Lombardini, ingegnere italiano († 1878)
- 12 aprile - Germinal Pierre Dandelin, matematico belga († 1847)
- 15 aprile - Marie-Jean-Pierre Flourens, fisiologo francese († 1867)
- 17 aprile - Carl Friedrich Philipp von Martius, botanico, zoologo e antropologo tedesco († 1868)
- 24 aprile - Alessandro Riberi, medico e politico italiano († 1861)
- 24 aprile - Mihail Sturdza, nobile rumeno († 1884)
- 25 aprile - Stefano Delle Chiaje, medico e naturalista italiano († 1860)
- 25 aprile - Nasir-ud-dawlah, Asif Jah IV, principe indiano († 1857)
- 27 aprile - Giuseppe Paternò, militare e politico italiano († 1874)
- 27 aprile - Achille Richard, botanico francese († 1852)
- 28 aprile - Miklós Jósika, scrittore ungherese († 1865)

## Maggio(17)
- 6 maggio - Fortunato Pio Castellani, orafo, antiquario e collezionista d'arte italiano († 1865)
- 7 maggio - Ernesto I di Hohenlohe-Langenburg, principe tedesco († 1860)
- 12 maggio - George Cathcart, generale e diplomatico inglese († 1854)
- 13 maggio - Louis Léopold Robert, pittore svizzero († 1835)
- 14 maggio - Friedrich Ludwig Abel, musicista tedesco († 1820)
- 15 maggio - Joseph-Daniel Guigniaut, grecista francese († 1876)
- 17 maggio - Anna Brownell Jameson, storica dell'arte e saggista irlandese († 1860)
- 19 maggio - Carlos Miguel FitzJames Stuart, XIV duca d'Alba, nobile spagnolo († 1835)
- 20 maggio - Karl Julius Perleb, botanico e naturalista tedesco († 1845)
- 23 maggio - Ignaz Moscheles, pianista, compositore e musicista ceco († 1870)
- 24 maggio - William Whewell, filosofo, mineralogista e storico della scienza inglese († 1866)
- 25 maggio - Rubino Ventura, generale italiano († 1858)
- 27 maggio - Pëtr Jakovlevič Čaadaev, filosofo russo († 1856)
- 27 maggio - John Conolly, psichiatra britannico († 1866)
- 27 maggio - Cornelius Vanderbilt, imprenditore statunitense († 1877)
- 29 maggio - Antoine Bussy, chimico francese († 1882)
- 29 maggio - Johann Heinrich von Mädler, astronomo tedesco († 1874)

## Giugno(15)
- 3 giugno - Nathaniel Peabody Rogers, editorialista, scrittore e avvocato statunitense († 1846)
- 4 giugno - Giuseppe Brunati, presbitero, letterato e storico italiano († 1855)
- 4 giugno - Giacinto Provana di Collegno, militare, patriota e politico italiano († 1856)
- 4 giugno - Muzio Tommasini, botanico e politico italiano († 1879)
- 8 giugno - Edward Stallybrass, missionario britannico († 1884)
- 12 giugno - Johann Christian Jüngken, oculista tedesco († 1875)
- 18 giugno - Philippe Le Bas, grecista, epigrafista e archeologo francese († 1860)
- 18 giugno - Jean-Louis Taberd, vescovo cattolico, missionario e lessicografo francese († 1840)
- 21 giugno - Giuseppe Menditto, vescovo cattolico italiano († 1850)
- 21 giugno - Abbasqulu ağa Bakıxanov, poeta, scrittore e traduttore azero († 1847)
- 22 giugno - James Robinson, fantino britannico († 1873)
- 23 giugno - Louis Petitot, scultore francese († 1862)
- 25 giugno - Ida di Sassonia-Meiningen, principessa tedesca († 1852)
- 26 giugno - Nikolaj Il'ič Tolstoj, ufficiale russo († 1837)
- 29 giugno - Enrico XX di Reuss-Greiz, principe († 1859)

## Luglio(16)
- 5 luglio - Sylvester Graham, medico e pastore protestante statunitense († 1851)
- 5 luglio - Maurits Hansen, scrittore e insegnante norvegese († 1842)
- 6 luglio - Wilhelm Hensel, pittore tedesco († 1861)
- 6 luglio - Maria Teresa di Thurn und Taxis, principessa tedesca († 1874)
- 9 luglio - Boris Nikolaevič Jusupov, politico russo († 1849)
- 14 luglio - Krishnaraja Wodeyar III, principe indiano († 1868)
- 14 luglio - Nikolaj Nikolaevič Murav'ëv, generale e nobile russo († 1866)
- 15 luglio - Gabrio Piola, matematico e fisico italiano († 1850)
- 17 luglio - René-François Régnier, cardinale e vescovo cattolico francese († 1881)
- 18 luglio - Feargus Edward O'Connor, politico irlandese († 1855)
- 19 luglio - José Justo Corro, politico messicano († 1864)
- 23 luglio - Christian Heinrich Pander, medico tedesco († 1865)
- 24 luglio - Leopoldo Curci, medico e poeta italiano († 1879)
- 26 luglio - Giacomo Gravina, politico italiano († 1880)
- 28 luglio - Charles Longley, arcivescovo anglicano britannico († 1868)
- 30 luglio - Auguste Regnaud de Saint-Jean d'Angély, generale e politico francese († 1870)

## Agosto(19)
- 1º agosto - Leopold August Warnkönig, giurista tedesco († 1866)
- 8 agosto - Francesco Puccinotti, letterato, filosofo e medico italiano († 1872)
- 9 agosto - Achille Valenciennes, zoologo francese († 1865)
- 10 agosto - Jean-Antoine Fabre, economista francese († 1864)
- 10 agosto - Pietro Valente, architetto e teorico dell'architettura italiano († 1859)
- 10 agosto - Leopold Zunz, ebraista tedesco († 1886)
- 10 agosto - Amalia di Sassonia, compositrice e drammaturga tedesca († 1870)
- 11 agosto - James Barton Longacre, incisore e medaglista statunitense († 1869)
- 15 agosto - Elias Magnus Fries, micologo e botanico svedese († 1878)
- 16 agosto - Jean-Henri Merle d'Aubigné, pastore protestante e storico svizzero († 1872)
- 17 agosto - Joseph-Agricola Chenal, politico francese († 1881)
- 17 agosto - Alessandro di Hohenlohe-Waldenburg-Schillingsfürst, arcivescovo cattolico e abate tedesco († 1849)
- 19 agosto - Augusto di Senarclens de Grancy, funzionario tedesco († 1871)
- 21 agosto - Bernhard Studer, geologo svizzero († 1887)
- 26 agosto - Friedrich Sigismund Leuckart, naturalista e zoologo tedesco († 1843)
- 28 agosto - Joannes Zwijsen, arcivescovo cattolico olandese († 1877)
- 29 agosto - Léon Cogniet, pittore francese († 1880)
- 30 agosto - Stephen Watts Kearny, generale statunitense († 1848)
- 30 agosto - John Rennie il Giovane, ingegnere britannico († 1874)

## Settembre(12)
- 2 settembre - James Marsh, chimico britannico († 1846)
- 2 settembre - Michal Rešetka, teologo e presbitero slovacco († 1854)
- 6 settembre - August von Cetto, diplomatico e nobile tedesco († 1879)
- 10 settembre - François Benoist, organista e compositore francese († 1878)
- 15 settembre - Armand-François Jouslin de La Salle, giornalista, drammaturgo e regista francese († 1863)
- 22 settembre - Desvergers, drammaturgo francese († 1851)
- 24 settembre - Jeanne Villepreux-Power, biologa francese († 1871)
- 25 settembre - Pasquale De Rossi, politico italiano († 1863)
- 25 settembre - Chiarissimo Falconieri Mellini, cardinale e arcivescovo cattolico italiano († 1859)
- 28 settembre - Giacomo Castrucci, archeologo italiano († 1858)
- 30 settembre - Karl Begas, pittore tedesco († 1854)
- 30 settembre - Louis-Émile Vanderburch, drammaturgo, librettista e saggista francese († 1862)

## Ottobre(23)
- 1º ottobre - Bernardo Tacca, scultore italiano († 1832)
- 1º ottobre - Leopoldo IV di Anhalt-Dessau, principe tedesco († 1871)
- 5 ottobre - Pietro Marini, cardinale italiano († 1863)
- 7 ottobre - Wilhelm Müller, poeta tedesco († 1827)
- 9 ottobre - Jean Levaillant, generale francese († 1871)
- 11 ottobre - Carlo Cagnone, funzionario e politico italiano († 1862)
- 11 ottobre - Ferdinando Caronesi, architetto italiano († 1842)
- 12 ottobre - José María Luis Mora, patriota messicano († 1850)
- 13 ottobre - Ernst Friedrich Gurlt, veterinario e anatomista tedesco († 1882)
- 15 ottobre - José María Plá, politico uruguaiano († 1869)
- 16 ottobre - William Carnegie, VIII conte di Northesk, nobile scozzese († 1878)
- 16 ottobre - Giovanni Krymi, presbitero, patriota e rivoluzionario italiano († 1854)
- 16 ottobre - Jan Kanty Maszkowski, pittore polacco († 1865)
- 18 ottobre - John Bede Polding, arcivescovo cattolico britannico († 1877)
- 19 ottobre - Temple Chevallier, astronomo, matematico e prete inglese († 1873)
- 19 ottobre - Charles Robert Leslie, pittore statunitense († 1859)
- 22 ottobre - Agostino Cottolengo, pittore italiano († 1853)
- 24 ottobre - Friedrich von Gagern, generale tedesco († 1848)
- 26 ottobre - Konstantin Andreevič Thon, architetto russo († 1881)
- 28 ottobre - Gaetano De Castillia, politico italiano († 1870)
- 28 ottobre - Robert Liston, medico scozzese († 1847)
- 29 ottobre - Giulio Aluisetti, architetto, ingegnere e incisore italiano († 1851)
- 30 ottobre - Federico di Prussia, generale prussiano († 1863)

## Novembre(20)
- 1º novembre - Leandro Ciuffa, botanico, medico e giurista italiano († 1862)
- 1º novembre - Johannes Baptista van Acker, pittore belga († 1863)
- 3 novembre - William Cullen Bryant, poeta e giornalista statunitense († 1878)
- 3 novembre - Antonio Francesco Olivero, ingegnere italiano († 1856)
- 4 novembre - Ignazio Giovanni Cadolini, cardinale e arcivescovo cattolico italiano († 1850)
- 5 novembre - Johann Jacob Baeyer, generale e geodeta prussiano († 1885)
- 6 novembre - Aimable Pélissier, generale francese († 1864)
- 8 novembre - Sergej Grigor'evič Stroganov, generale russo († 1882)
- 9 novembre - Pietro Ayres, pittore italiano († 1878)
- 9 novembre - Cesare Agostino Sajeva, vescovo cattolico italiano († 1867)
- 11 novembre - Filippo Ugoni, politico italiano († 1877)
- 14 novembre - Natal'ja Stepanovna Apraksina, nobildonna russa († 1890)
- 17 novembre - George Grote, storico inglese († 1871)
- 18 novembre - Lionel Tollemache, VIII conte di Dysart, politico e nobile inglese († 1878)
- 20 novembre - Eduard Rüppell, naturalista, zoologo e esploratore tedesco († 1884)
- 23 novembre - Gaetano Arcieri, scrittore e poeta italiano († 1867)
- 23 novembre - Juan Cruz Varela, poeta, scrittore e drammaturgo argentino († 1839)
- 27 novembre - Diederich Franz Leonhard von Schlechtendal, botanico e micologo tedesco († 1866)
- 28 novembre - Cosimo Ridolfi, agronomo e politico italiano († 1865)
- 30 novembre - Louis-Charles Féron, vescovo cattolico francese († 1879)

## Dicembre(12)
- 3 dicembre - Charles Spencer-Churchill, nobile e politico britannico († 1840)
- 6 dicembre - Luigi Lablache, basso italiano († 1858)
- 8 dicembre - Silvestro Centofanti, politico e letterato italiano († 1880)
- 9 dicembre - Giuseppe Passalacqua, generale italiano († 1849)
- 13 dicembre - Robert Kaye Greville, botanico e micologo inglese († 1866)
- 14 dicembre - Erastus Corning I, imprenditore e politico statunitense († 1872)
- 15 dicembre - Francesco Leopoldo d'Asburgo-Lorena, nobile italiano († 1800)
- 21 dicembre - Francesco Rossi, scienziato italiano († 1858)
- 25 dicembre - Evasio Radice, patriota e politico italiano († 1855)
- 27 dicembre - Christian Albrecht Bluhme, politico danese († 1866)
- 31 dicembre - Antonio Piola, economista italiano († 1868)
- 31 dicembre - Pierre Adolphe Piorry, medico francese († 1879)

## Senza giorno specificato(38)
- Luigia Anti, soprano italiana († 1837)
- Arthur Pendleton Bagby, politico statunitense († 1858)
- William Behnes, scultore e pittore inglese († 1864)
- Józef Bem, generale polacco († 1850)
- John Biscoe, esploratore inglese († 1843)
- Benedetto Cacciatori, scultore italiano († 1871)
- Matilde Calandrini, educatrice italiana († 1866)
- Siro Carati, poeta italiano († 1848)
- Carolina Cavalletti Tessari, attrice teatrale italiana († 1851)
- Paolo Chong Hasang, religioso coreano († 1839)
- Friedrich Christian Diez, filologo tedesco († 1876)
- Francesca D'Adda, compositrice italiana († 1877)
- Ferdinand Deppe, botanico, esploratore e entomologo tedesco († 1861)
- Mary Ann Duff, attrice teatrale inglese († 1857)
- Juan García del Río, diplomatico, scrittore e politico colombiano († 1856)
- Tito Gonnella, fisico e matematico italiano († 1867)
- Ferdinand Laloue, drammaturgo, librettista e impresario teatrale francese († 1850)
- André-Hippolyte Lemonnier, poeta, saggista e viaggiatore francese († 1871)
- John Gibson Lockhart, scrittore scozzese († 1854)
- Jan Baptist Lodewyck Maes, pittore belga († 1856)
- Bartolomeo Merelli, impresario teatrale e librettista italiano († 1879)
- Ester Mombelli, mezzosoprano italiano († 1866)
- William Vitruvius Morrison, architetto irlandese († 1838)
- Peter Skene Ogden, esploratore canadese († 1854)
- Anton Pann, scrittore e musicista rumeno († 1854)
- Ṭūsūn Pascià, generale e politico ottomano († 1816)
- George Powell, navigatore e esploratore inglese († 1824)
- Florent Prévost, naturalista francese († 1870)
- Georg Heinrich Rudolf Johan von Reiswitz, militare e autore di giochi tedesco († 1827)
- Amico Ricci, storico dell'arte italiano († 1862)
- William Charles Ross, pittore e miniaturista inglese († 1860)
- Gaspare Sensi, pittore e litografo italiano († 1880)
- Ivan Vitali, scultore russo († 1855)
- Thomas Griffiths Wainewright, artista, critico d'arte e giornalista britannico († 1847)
- Michał Wiszniewski, storico della letteratura, filosofo e psicologo polacco († 1865)
- Francesco Zanotto, storico dell'arte italiano († 1863)
- Albrecht von Alvensleben, politico prussiano († 1858)
- Umihana Čuvidina, poetessa bosniaca († 1870)